# Jean-Claude Margueron
Jean-Claude Margueron (Madrid, 25 de octubre de 1934-París, 6 de abril de 2023) fue un arqueólogo e historiador francés, reconocido por su libro Los mesopotámicos, se destacó tanto en la literatura historiográfica como en la arqueología y dirigió excavaciones en Mesopotamia.

## Biografía
Estudió la secundaria en la escuela secundaria de París en el liceo Louis-le-Grand y en l’école Alsacienne. Obtuvo la agregación de historia en 1961. Hizo el doctorado en 1978. Se dedicó de lleno al estudio de los palacios de la Edad del Bronce de Mesopotamia.
Dictó clases en escuelas secundarias, en la Universidad de Estrasburgo y enseñó en la École Pratique des Hautes Études. Dirigió las excavaciones de Larsa (1969-1970), Emar (1972-1978), Ugarit (1975-1976) y Mari (1979-2004).

## Premios
- 1978 : Doctorat d’Etat

## Publicaciones
- Co-dir. Publicación periódica: Akh Purattim - Las orillas del Éufrates - MFA / Casa de Oriente y el Mediterráneo, Lyon, vol. 1, 2007
- Mari, la metrópoli del Éufrates en el segundo tercio y principios del milenio antes de Cristo. J.-C, Picard / CEI, de París., 2004
- El Medio Oriente y el antiguo Egipto, en colaboración con L. Pfirsch, Hachette, París (tercera edición revisada), 2004
- Los mesopotámicos, Picard, París (reedición A. Colin, 1991), 2003
- El arte de la Antigüedad, -2 Egipto y el Oriente Medio, en colaboración con Annie Forgeau, Salvini y Mirjo soy Pedro, bajo la dirección de Bernard Holtzmann, Gallimard / RMN, París, 1997
- Co-dir. Publicación periódica: Mari, Revista de Investigaciones Interdisciplinarias, ERC / ADPF, París (# 1-8: 1982-1997), 1997
- La investigación sobre los palacios mesopotámicos de la Edad del Bronce, BAH, Instituto de Arqueología de Beirut, T. CVII, Geuthner, París, 1982
- Mesopotamia, al. Archaeologia Mundi, Nagel, Ginebra / París / Múnich 1965. Traducciones al inglés y alemán, 1965.

## Artículos
- Apuntes de Arqueología y arquitectura oriental Siria, 14 artículos desde 1983 a 2007.
- "Santuarios semitas", col. 1104-1258 en J. Briend / E. Cothenet (ed.), Suplemento al Diccionario de la Biblia, y Letouzey Ane, París, 1991.